# شهر خورشید (کتاب)
شهر خورشید (ایتالیایی: La città del Sole) اثری فلسفی از فیلسوف ایتالیایی توماسو کامپانلا است. شهر خورشید که یکی از اولین آثار مهم آرمانشهری به حساب می‌آید، در سال ۱۶۰۲ به زبان ایتالیایی منتشر شد. مدتی بعد از انتشار کتاب توماسو کامپانلا را به جرم بدعت‌گذاری به زندان افکندند.